# Цинциннаті (футбольний клуб)
«Цинциннаті» (англ. FC Cincinnati) — американський професіональний футбольний клуб з міста Цинциннаті, штат Огайо. Виступає в MLS, вищій футбольній лізі США та Канади, з 2019 року.

## Історія
У першій половині 2016 року група власників клубу USL «Цинциннаті» розпочала переговори з MLS про отримання місця в лізі. 15 грудня 2016 року MLS оголосив список із десяти міст-претендентів на наступні франшизи, серед яких був названий і Цинциннаті. На початку 2017 року група з Цинциннаті в числі 12 інвестиційних груп офіційно подала на розгляд заявку на вступ до MLS. 29 листопада 2017 року MLS назвав чотири міста, фінальних претендентів на два місця в лізі на наступному етапі розширення: Детройт, Нешвілл, Сакраменто та Цинциннаті. 29 травня 2018 року MLS оголосив, що клуб із Цинциннаті приєднається до ліги у 2019 році. Стадіон, розрахований на 21 тис. посадкових місць, у міському районі Вест-Енд планувалося відкрити в 2021 році.
30 липня 2018 року «Цинциннаті» підписав перших двох гравців для MLS — Фанендо Аді, який став першим призначеним гравцем клубу, та Фатай Алаше. 12 листопада 2018 року клуб представив свої емблему та кольори — помаранчевий та синій.
«Цинциннаті» зіграв свій дебютний матч у MLS 2 березня 2019 року проти «Сіетл Саундерз» у гостях, зазнавши поразки з рахунком 1:4. Автором першого гола в історії клубу став Леонардо Бертоне. 10 березня 2019 року, зігравши внічию 1:1 з «Атлантою Юнайтед», «Цинциннаті» здобув своє перше очко в MLS. Першу перемогу в MLS «Цинциннаті» здобув 17 березня 2019 року у своєму першому домашньому матчі на «Ніпперт Стедіум», розгромивши «Портленд Тімберз» з рахунком 3:0.
7 травня 2019 року «Цинциннаті» звільнив головного тренера Алана Коха після того, як клуб програв п'ять матчів поспіль і, набравши вісім очок у перших 11 матчах сезону, осів на дні турнірної таблиці Східної конференції. Тимчасове виконання обов'язків головного тренера було покладено на Йоанна Даме, асистента Коха. 4 серпня 2019 року головним тренером «Цинциннаті» був призначений Рон Янс. У листопаді 2019 року Мег Вітмен та її чоловік Гріфф Гарш придбали міноритарний пакет акцій клубу . 17 лютого 2020 року Янс подав у відставку на тлі розслідування передбачуваного використання ним расової образи. Вдруге тимчасові тренерські обов'язки були доручені Даме.
21 травня 2020 року «Цинциннаті» призначив Япа Стама новим головним тренером. 25 вересня 2020 року «Цинциннаті» оголосив про партнерство з клубом Бундесліги «Гоффенгаймом». 27 вересня 2021 року, після того, як клуб програв у шести з семи останніх матчів і йшов на передостанньому місці в турнірних таблицях Східної конференції та спільної MLS, Стам був звільнений. Тимчасовим виконувачем обов'язків головного тренера став Тайрон Маршалл.
4 жовтня 2021 року «Цинциннаті» найняв Кріса Олбрайта на посаду генерального менеджера, а 14 грудня 2021 року Пет Нунен був призначений головним тренером «Цинциннаті».

## Стадіон
Перші два сезони клуб провів на «Ніперт Стедіумі», стадіоні команди Університету Цинциннаті з американського футболу «Цинциннаті Беаркетс».
Свій власний стадіон «Цинциннаті» планував збудувати до березня 2021 року. Перший матч на «Ті-к'ю-ел Стедіум» клуб зіграв 16 травня 2021 року, поступившись «Інтер Маямі» з рахунком 2:3.

## Атрибутика

### Емблема та кольори
Оновлена емблема була розроблена після того, як клуб був прийнятий в MLS. Логотип зберіг ту ж помаранчево-біло-синю кольорову гаму, але тепер віддає шану місту Цинциннаті.
Офіційні кольори клубу: помаранчевий та блакитний, другорядними кольорами є: сірий, темно-синій та білий.

### Екіпірування
| Період | Виробник | Титульний спонсор | Спонсор на рукаві   |
| ------ | -------- | ----------------- | ------------------- |
| 2019   | Adidas   | Mercy Health      | -                   |
| 2020   | Adidas   | Mercy Health      | First Financial Ban |
| Kroger | Adidas   | Mercy Health      |                     |

### Форма

#### Домашня
| 2016 — 2017 | 2018 | 2019 | 2020 | 2021 — 2022 |

#### Гостьова
| 2016 — 2017 | 2018 | 2019 | 2020 — 2021 | 2022 |

#### Резервна
| 2016 | 2017 — 2018 |  |  |

## Головні тренери
- Алан Кох (до 7 травня 2019)
- Йоанн Даме (в. о.) (7 травня — 4 серпня 2019, 17 лютого — 21 травня 2020,)
- Рон Янс (4 серпня 2019 — 17 лютого 2020)
- Яп Стам (21 травня 2020 — 27 вересня 2021)
- Тайрон Маршалл (27 вересня — 7 листопада 2021, (в. о.))
- Пет Нунен (14 грудня 2021 — т. ч.)